# Lijst van spelers van het Griekse voetbalelftal
Deze lijst van spelers van het Grieks voetbalelftal geeft een overzicht van alle voetballers die minimaal vijftig interlands achter hun naam hebben staan voor Griekenland. Vetgezette spelers zijn in 2024 nog voor de nationale ploeg uitgekomen.

## Overzicht
Bijgewerkt tot en met het duel tegen  Finland op 17 november 2024.
| Naam speler               | Debuut | Laatst | Interlands | Goals |
| ------------------------- | ------ | ------ | ---------- | ----- |
| Giorgos Karagounis        | 1999   | 2014   | 139        | 10    |
| Theodoros Zagorakis       | 1994   | 2007   | 120        | 1     |
| Kostas Katsouranis        | 2003   | 2015   | 116        | 10    |
| Vasilis Torosidis         | 2007   | 2019   | 101        | 10    |
| Angelos Basinas           | 1999   | 2009   | 100        | 7     |
| Efstratos Apostolakis     | 1986   | 1998   | 96         | 5     |
| Sokratis Papastathopoulos | 2008   | 2019   | 90         | 3     |
| Antonis Nikopolidis       | 1999   | 2008   | 90         | 0     |
| Angelos Charisteas        | 2001   | 2011   | 88         | 25    |
| Dimitrios Salpigidis      | 2005   | 2014   | 82         | 13    |
| Georgios Samaras          | 2006   | 2014   | 81         | 9     |
| Theofanis Gekas           | 2005   | 2014   | 78         | 24    |
| Dimitris Saravakos        | 1982   | 1994   | 78         | 22    |
| Stilianos Giannakopoulos  | 1997   | 2009   | 77         | 12    |
| Anastassios Mitropoulos   | 1978   | 1994   | 77         | 8     |
| Nikos Liberopoulos        | 1996   | 2012   | 76         | 13    |
| Panayotis Tsalouhidis     | 1987   | 1995   | 76         | 16    |
| Alexandros Tziolis        | 2006   | 2018   | 75         | 2     |
| Nikolaos Anastopoulos     | 1977   | 1988   | 74         | 29    |
| Anastasios Bakasetas      | 2016   | 2024   | 73         | 17    |
| Giourkas Seitaridis       | 2002   | 2010   | 72         | 1     |
| Yannis Kalitzakis         | 1987   | 1999   | 72         | 0     |
| Stelios Manolas           | 1982   | 1994   | 71         | 6     |
| Nikos Dabizas             | 1994   | 2004   | 70         | 0     |
| Vassilis Tsartas          | 1993   | 2005   | 70         | 12    |
| Zisis Vrizas              | 1994   | 2005   | 68         | 9     |
| Petros Mantalos           | 2014   | 2024   | 67         | 7     |
| Savvas Kofidis            | 1982   | 1994   | 67         | 1     |
| Konstantinos Mitroglou    | 2009   | 2019   | 65         | 17    |
| Dimitris Papaioannou      | 1963   | 1978   | 61         | 21    |
| Nikos Machlas             | 1993   | 2002   | 61         | 18    |
| Georgios Georgiadis       | 1994   | 2004   | 61         | 11    |
| Panayotis Fissas          | 1998   | 2007   | 60         | 4     |
| Sotirios Kyrgiakos        | 2003   | 2010   | 60         | 4     |
| Nikolaos Sarganis         | 1982   | 1991   | 58         | 0     |
| Loukas Vintra             | 2005   | 2015   | 57         | 0     |
| Konstantinos Fortounis    | 2012   | 2023   | 56         | 9     |
| Themistoklis Nikolaidis   | 1995   | 2004   | 54         | 17    |
| Traianos Dellas           | 2001   | 2009   | 53         | 1     |
| Yorgos Firos              | 1974   | 1982   | 52         | 0     |
| Konstandinos Iosifidis    | 1974   | 1982   | 51         | 2     |
| Petros Mihos              | 1982   | 1988   | 51         | 0     |
| Marinos Ouzounidis        | 1992   | 2001   | 50         | 4     |
| Dimitris Domazos          | 1959   | 1980   | 50         | 4     |
| Georgios Tzavellas        | 2010   | 2023   | 50         | 3     |
| Giannis Maniatis          | 1959   | 1980   | 50         | 0     |

EPO · A-internationals · Bondscoaches · Selecties · Grieks vrouwenelftal · Olympisch elftal · Griekenland U21 · Griekenland U20 · Griekenland U19 · Griekenland U18 · Griekenland U17 · Griekenland U16
1920 – 1929 ·
1930 – 1939 ·
1940 – 1949 ·
1950 – 1959 ·
1960 – 1969 ·
1970 – 1979 ·
1980 – 1989 ·
1990 – 1999 ·
2000 – 2009 ·
2010 – 2019 ·
2020 − 2029
EK 1980 · 
EK 2004 · 
EK 2008 · 
EK 2012
WK 1994 · 
WK 2010 · 
WK 2014
OS 1920 · 
OS 1952 · 
OS 2004
1920 · 
1921–1928 · 
1929 · 
1930 · 
1931 · 
1932 · 
1933 · 
1934 · 
1935 · 
1936 · 
1937 · 
1938 · 
1939–1947 · 
1948 · 
1949 · 
1950 · 
1952 · 
1952 · 
1953 · 
1954 · 
1955 · 
1956 · 
1957 · 
1958 · 
1959 · 
1960 · 
1961 · 
1962 · 
1963 · 
1964 · 
1965 · 
1966 · 
1967 · 
1968 · 
1969 · 
1970 · 
1971 · 
1972 · 
1973 · 
1974 · 
1975 · 
1976 · 
1977 · 
1978 · 
1979 · 
1980 · 
1981 · 
1982 · 
1983 · 
1984 · 
1985 · 
1986 · 
1987 · 
1988 · 
1989 · 
1990 · 
1991 ·
1992 · 
1993 · 
1994 · 
1995 · 
1996 · 
1997 · 
1998 · 
1999 · 
2000 · 
2001 · 
2002 · 
2003 · 
2004 · 
2005 · 
2006 · 
2007 · 
2008 · 
2009 · 
2010 · 
2011 · 
2012 · 
2013 · 
2014 · 
2015 · 
2016 · 
2017 · 
2018 ·
2019 ·
2020 ·
2021 ·
2022 ·
2023
Albanië ·
Argentinië ·
Armenië ·
Australië ·
België ·
Bolivia ·
Bosnië en Herzegovina ·
Brazilië ·
Bulgarije ·
Canada ·
Chili ·
Colombia ·
Costa Rica ·
Cyprus ·
Denemarken ·
DDR · 
Duitsland ·
Ecuador · 
Egypte ·
El Salvador ·
Engeland ·
Estland ·
Ethiopië ·
Faeröer ·
Finland ·
Frankrijk ·
Georgië ·
Ghana ·
Gibraltar ·
Honduras ·
Hongarije ·
Ierland ·
IJsland ·
Israël ·
Italië ·
Ivoorkust ·
Japan ·
Joegoslavië ·
Kameroen ·
Kazachstan ·
Kosovo ·
Kroatië ·
Letland ·
Libië ·
Liechtenstein ·
Litouwen ·
Luxemburg ·
Malta ·
Marokko ·
Mexico ·
Moldavië ·
Montenegro ·
Nederland ·
Nieuw-Zeeland ·
Nigeria ·
Noord-Ierland ·
Noord-Korea · 
Noorwegen ·
Oekraïne ·
Oostenrijk ·
Palestina ·
Paraguay · 
Polen ·
Portugal ·
Qatar ·
Roemenië ·
Rusland ·
San Marino ·
Saoedi-Arabië · 
Schotland ·
Senegal · 
Servië · 
Slovenië ·
Slowakije ·
Sovjet-Unie ·
Spanje ·
Syrië ·
Tsjechië ·
Tsjecho-Slowakije ·
Turkije ·
Verenigde Staten ·
Wales ·
Wit-Rusland · 
Zuid-Korea ·
Zweden ·
Zwitserland
Colombia (2014) · 
Costa Rica (2014) · 
Duitsland (2012) · 
Ivoorkust (2014) · 
Japan (2014) ·
Polen (2012) ·
Portugal (2004, 2) · 
Rusland (2008) ·
Rusland (2012) ·
Spanje (2008) ·
Tsjechië (2012) ·
Zuid-Korea (2010) ·
Zweden (2008)